# Marco Barbarigo
Marco Barbarigo (Venecia, 1413 - Ibídem., 14 de agosto de 1486) fue un político italiano que ejerció como dux de Venecia apenas un año, entre noviembre de 1485 y agosto de 1486, fecha de su muerte.

## Biografía
Hijo del procurador Francesco Barbarigo y de su mujer Cassandra Morosini, tuvo un hermano pequeño, Agostino. Miembro de una familia adinerada, logró hacer una carrera notable dentro de la administración pública veneciana. Estuvo casado con Lucia Ruzzini, con quien tuvo nueve hijos. 
Entre 1445 y 1449 mantuvo una estancia en Londres, ciudad en la que se mantuvo como cónsul veneciano ante la Corona inglesa. También realizó misiones diplomáticas a la región de Flandes. Sus habilidades y trabajo duro lo ayudaron a resolver problemas complejos. En este período, fue retratado por el pintor flamenco Jan van Eyck. Su cuadro se expone en la National Gallery de Londres.
El 19 de noviembre de 1485, fue elegido dux de Venecia para suceder a Giovanni Mocenigo, fallecido durante la segunda plaga de peste que golpeó a Venecia en el verano de 1485. Durante su dogato, el sexto más corto de la historia veneciana, la epidemia remitió hasta ser apaciguada. Su mandato pasó sin ningún acontecimiento significativo y el dux murió el 14 de agosto de 1486, a los 73 años de edad, tras verse indispuesto momentos después de mantener una acalorada discusión con su hermano Agostino.
Sería su propio hermano menor quien le sucedería al frente del gobierno veneciano, cargo en el que se mantuvo hasta su fallecimiento en 1501.
Marco Barbarigo fue enterrado, como su hermano, en la iglesia de Santa Maria della Carità. Sin embargo, su cripta, realizada por el arquitecto italiano Mauro Koducci, fue destruida durante el asalto que realizaron las tropas napoleónicas en mayo de 1797.